# Kurt Zimmerli
Kurt Zimmerli (* 1946) ist ein Schweizer Industriedesigner und bekannt durch die Gestaltung der Aluminiumtrinkflasche für SIGG, die sogenannte Sigg-Bottle.

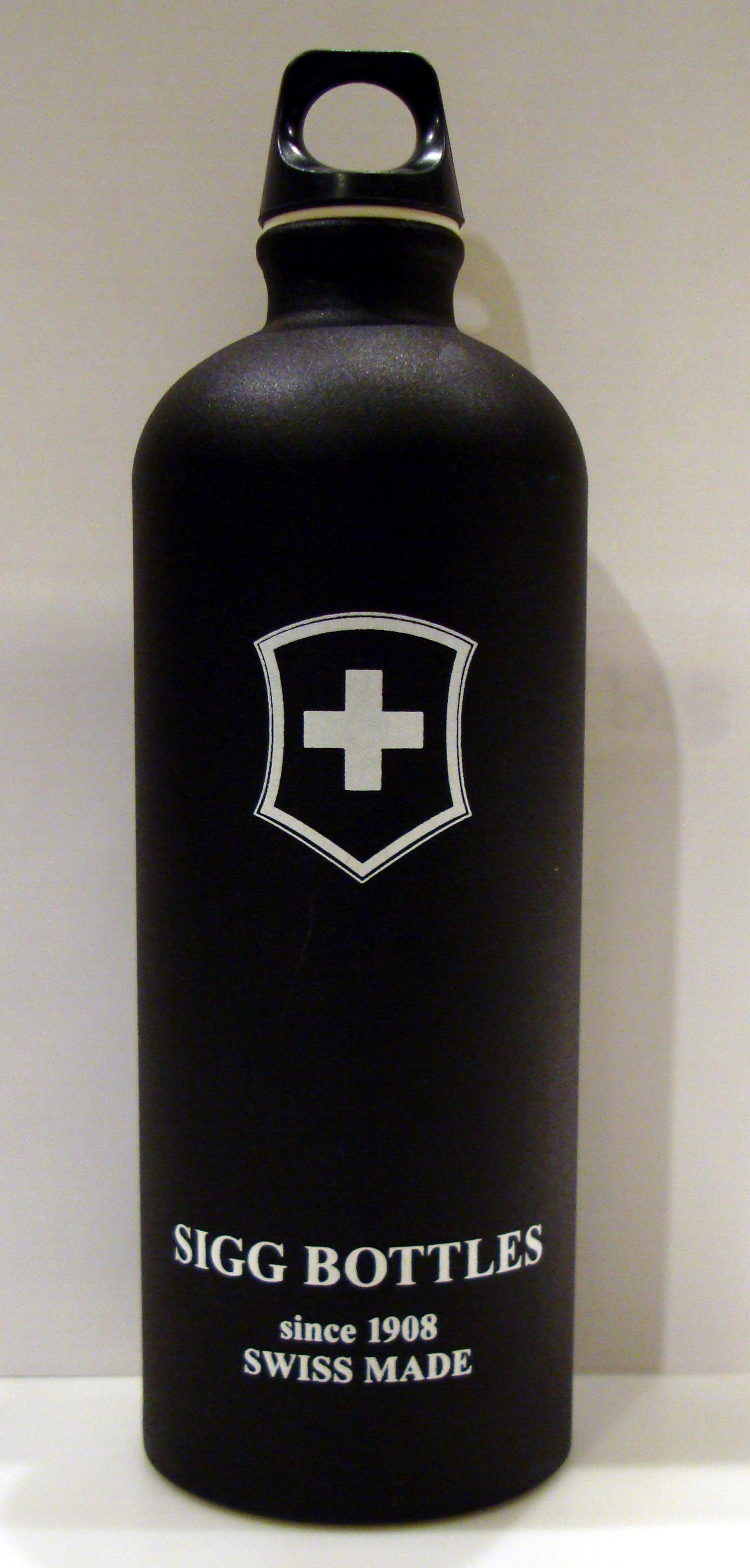
Sigg-Bottle

Zimmerli war 1966 Maschinenzeichner und Konstrukteur, ehe er 1969 an der Schule für Gestaltung in Basel ging. Von 1971 bis 1985 war er bei der Firma SIGG als Produktgestalter tätig. Anschliessend machte er sich selbständig mit dem Unternehmen Zimmerli Design.
Zimmerli lebt und arbeitet bei Frauenfeld in der Schweiz und hat Produkte u. a. in den Bereichen Haushalt, Möbel, Medizin, Elektronik, Maschinenbau und Sport entworfen und entwickelt.
Sein bekanntestes Design ist die Aluminiumtrinkflasche für SIGG, die auch im Museum of Modern Art in New York ausgestellt ist.